# Final da Liga dos Campeões da UEFA de 2010–11
A Final da Liga dos Campeões da UEFA de 2010-11 foi a decisão da 56ª edição da Liga dos Campeões da UEFA, e a 19ª na era da Liga dos Campeões. Foi jogada no Estádio de Wembley, em Londres, na Inglaterra, em 28 de Maio de 2011. Com isso o estádio inglês tornou-se o recordista de finais da Liga dos Campeões, sediando-a pela sexta vez após 1963, 1968, 1971, 1978 e 1992.
A partida foi disputada por Barcelona da Espanha e Manchester United da Inglaterra pela segunda vez em três anos, após a final da temporada 2008-09.
 O Barcelona chega a final após eliminar o rival Real Madrid nas semi-finais por 3-1 (resultado agregado), enquanto o Manchester United classificou-se, após um resultado agregado de 6-1 sobre o Schalke 04.
O Barcelona disputou a Supercopa Europeia contra o F.C. Porto (vencedor da Final da Liga Europa da UEFA de 2010-11), em Monaco no dia 26 de agosto de 2011, e também estrou na semifinal da Copa do Mundo de Clubes da FIFA de 2011, em dezembro.

## Caminho até a final
| Time          | Pts | J | V | E | D | GP | GC | SG  |
| ------------- | --- | - | - | - | - | -- | -- | --- |
| Barcelona     | 14  | 6 | 4 | 2 | 0 | 14 | 3  | +11 |
| København     | 10  | 6 | 3 | 1 | 2 | 7  | 5  | +2  |
| Rubin Kazan   | 6   | 6 | 1 | 3 | 2 | 2  | 4  | −2  |
| Panathinaikos | 2   | 6 | 0 | 2 | 4 | 2  | 13 | −11 |

| Time              | Pts | J | V | E | D | GP | GC | SG  |
| ----------------- | --- | - | - | - | - | -- | -- | --- |
| Manchester United | 14  | 6 | 4 | 2 | 0 | 7  | 1  | +6  |
| Valencia          | 11  | 6 | 3 | 2 | 1 | 15 | 4  | +11 |
| Rangers           | 6   | 6 | 1 | 3 | 2 | 3  | 6  | −3  |
| Bursaspor         | 1   | 6 | 0 | 1 | 5 | 2  | 16 | −14 |

## Pré jogo

### Local

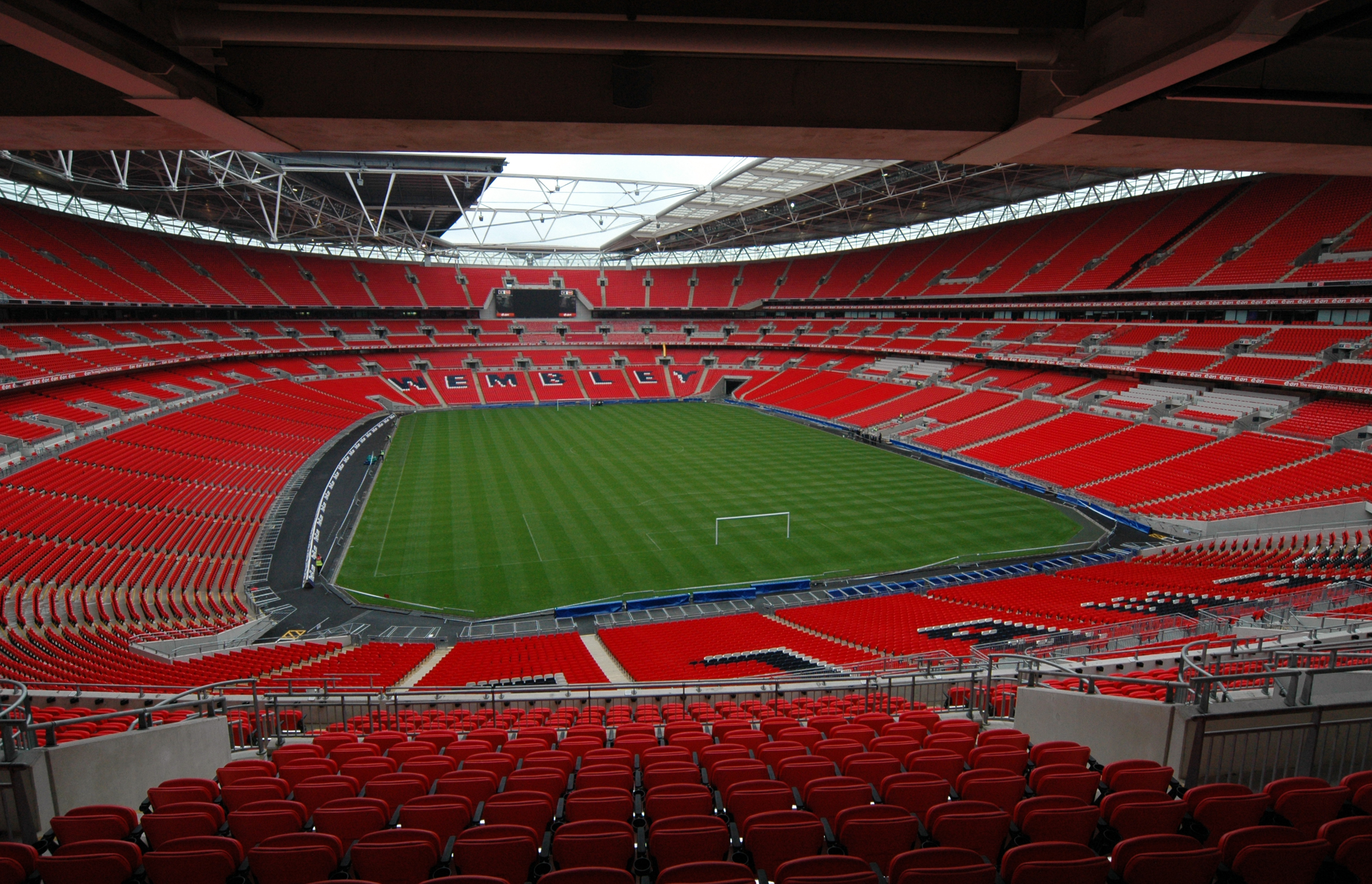
Dentro do Wembley Stadium

O Estádio de Wembley foi escolhido como sede para a Liga dos Campeões da UEFA de 2010-11, numa reunião do Comitê Executivo da UEFA em Nyon, Suíça, em 29 de janeiro de 2009. Entre os outros estádios que estavam na disputa para sediar a final estavam o Allianz Arena em Munique e Estádio Olímpico de Berlim. No caso do Allianz Arena, este sediou a Final em 2012.
O final de semana reservado pela UEFA para a Final da Liga dos Campeões da UEFA de 2010-11, estava originalmente programado pela Football League para a disputa da Final da Football League play-offs, que é tradicionalmente realizada no Feriado Bancário Britânico, no entanto, devido à exigência da UEFA que lhes fosse dado o uso exclusivo do local da final, a final do play-off teve que ser realocada. Devido a esta violação do seu contrato com a The Football Association, a liga de futebol exigiu uma compensação. Em 21 de janeiro de 2011, como parte de um acordo com a FA, a final do play-off da League One e League Two foram movidas para o Old Trafford, Manchester, para ser jogado, respectivamente, em 29 de maio e 28 de maio de 2011. A Final do play-off não foi remarcada. O play-off final da Conferência Nacional, também foi transferida para Manchester para ser disputada no Estádio Cidade de Manchester em 21 de maio de 2011.
O embaixador da UEFA para a Final da Champions League 2010-11 foi o ex-atacante do Tottenham Gary Lineker. Em sua primeira missão como embaixador, em 26 de agosto de 2010, Lineker ajudou a conduzir o sorteio da fase de grupos da competição. Mais tarde, Lineker foi envolvido no lançamento do projeto da marca da final de 2011, um evento no Wembley Stadium em 25 de novembro de 2010. Conduzido pelo apresentador da Sky Sports Richard Chaves, o evento também contou com a participação do diretor da UEFA, Giorgio Marchetti, a ex-ministra britânica dos esportes e representante da Cidade de Londres Kate Hoey, o secretário geral da The Football Association Alex Horne, e a representante da Seleção Inglesa de Futebol Feminino Faye White.
O logotipo para a final é no estilo de um escudo heráldico e as características da Copa de Clubes Campeões Europeus, a Taça no centro ladeada por dois leões. De acordo com os criadores do logotipo, os leões estão destinados a representar as duas equipes que vão disputar a final. A utilização de elementos tradicionais com um estilo contemporâneo no projeto, é dito ter sido inspirado pelos modernos designers britânicos, como Vivienne Westwood e alfaiates da Savile Row.Em maio de 2011, ficou decidido que a final da Champions League de 2013 também seria em Wembley.

### Cerimônia de abertura
A Final da Champions League 2010-11 será oficialmente lançada em 21 de maio de 2011 com a abertura do UEFA Champions Festival 2011 na Speaker's Corner, no Hyde Park em Londres. Entre as atrações do evento, será exibido um detalhamento sobre a história da Taça dos Campeões Europeus, campos de futebol em miniaturas para uso do público, e também o troféu.

## Detalhes
| 28 de maio de 2011 | Barcelona                         | 3 – 1     | Manchester United | Estádio Wembley, Londres                   |
| 19:45 (UTC+1)      | Pedro 27' · Messi 54' · Villa 69' | Relatório | Rooney 34'        | Público: 87 695 Árbitro: HUN Viktor Kassai |

| Barcelona | Manchester United |

| BARCELONA:      |    |                      |
|                 |    |                      |
| G               | 1  | Victor Valdés 85'    |
| LD              | 2  | Daniel Alves 60' 88' |
| Z               | 3  | Gerard Piqué         |
| Z               | 14 | Javier Mascherano    |
| LE              | 22 | Éric Abidal          |
| V               | 16 | Sergio Busquets      |
| M               | 6  | Xavi Hernández (c)   |
| M               | 8  | Andrés Iniesta       |
| A               | 10 | Lionel Messi         |
| A               | 17 | Pedro Rodríguez 92'  |
| A               | 7  | David Villa 86'      |
| Reservas:       |    |                      |
| G               | 38 | Oier Olazábal        |
| Z               | 5  | Carles Puyol 88'     |
| A               | 9  | Bojan Krkić          |
| M               | 15 | Seydou Keita 86'     |
| M               | 20 | Ibrahim Afellay 92'  |
| M               | 21 | Adriano              |
| M               | 30 | Thiago Alcántara     |
| Treinador:      |    |                      |
| Josep Guardiola |    |                      |

| MANCHESTER UNITED: |    |                         |
|                    |    |                         |
| G                  | 1  | Edwin van der Sar       |
| LD                 | 20 | Fábio 69'               |
| Z                  | 5  | Rio Ferdinand           |
| Z                  | 15 | Nemanja Vidić (c)       |
| LE                 | 3  | Patrice Evra            |
| CM                 | 16 | Michael Carrick 61' 77' |
| CM                 | 11 | Ryan Giggs              |
| RM                 | 25 | Antonio Valencia 79'    |
| LM                 | 13 | Park Ji-Sung            |
| A                  | 10 | Wayne Rooney            |
| A                  | 14 | Chicharito Hernández    |
| Reservas:          |    |                         |
| G                  | 29 | Tomasz Kuszczak         |
| A                  | 7  | Michael Owen            |
| M                  | 8  | Anderson                |
| Z                  | 12 | Chris Smalling          |
| M                  | 17 | Nani 69'                |
| M                  | 18 | Paul Scholes 77'        |
| M                  | 24 | Darren Fletcher         |
| Treinador:         |    |                         |
| Sir Alex Ferguson  |    |                         |

| Homem do jogo (UEFA): Lionel Messi Homem do jogo (fãs): Lionel Messi Assistentes: Gábor Erős György Ring Mihály Fábián Tamás Bognár Quarto árbitro: István Vad Reserve official: Robert Kispál |

### Estatísticas
|                   | Barcelona | Manchester United |
| ----------------- | --------- | ----------------- |
| Golos Marcados    | 1         | 1                 |
| Total de Remates  | 8         | 2                 |
| Remates à Baliza  | 3         | 1                 |
| Posse de Bola     | 67%       | 33%               |
| Cantos            | 1         | 0                 |
| Faltas Cometidas  | 2         | 5                 |
| Foras de Jogo     | 0         | 4                 |
| Cartões Amarelos  | 0         | 0                 |
| Cartões Vermelhos | 0         | 0                 |

|                   | Barcelona | Manchester United |
| ----------------- | --------- | ----------------- |
| Golos Marcados    | 2         | 0                 |
| Total de Remates  | 11        | 2                 |
| Remates à Baliza  | 9         | 0                 |
| Posse de Bola     | 62%       | 38%               |
| Cantos            | 5         | 0                 |
| Faltas Cometidas  | 5         | 16                |
| Foras de Jogo     | 1         | 1                 |
| Cartões Amarelos  | 2         | 2                 |
| Cartões Vermelhos | 0         | 0                 |

|                   | Barcelona | Manchester United |
| ----------------- | --------- | ----------------- |
| Golos Marcados    | 3         | 1                 |
| Total de Remates  | 19        | 4                 |
| Remates à Baliza  | 12        | 1                 |
| Posse de Bola     | 63%       | 37%               |
| Cantos            | 6         | 0                 |
| Faltas Cometidas  | 5         | 16                |
| Foras de Jogo     | 1         | 5                 |
| Cartões Amarelos  | 2         | 2                 |
| Cartões Vermelhos | 0         | 0                 |